# Capitale Libertad
Pour les articles homonymes, voir Libertad.
Capitale Libertad est l'une des trois divisions territoriales et statistiques de la municipalité de Libertad dans l'État d'Anzoátegui au Venezuela. À des fins statistiques, l'Institut national de la statistique du Venezuela a créé le terme de « parroquia capital », ici traduit par le terme « capitale » qui correspond au territoire où se trouve le chef-lieu de la municipalité afin de couvrir ce vide spatial, qui, selon la loi sur la division politique territoriale publiée dans le Journal officiel de l'État « n'attribue pas de hiérarchie politique territoriale, ni de description de ses limites respectives ». Ce territoire s'articule autour de San Mateo, chef-lieu de la municipalité.

## Géographie

### Démographie
Hormis San Mateo divisée en plusieurs quartiers et ville autour de laquelle s'articule la division territoriale et statistique, cette dernière possède plusieurs localités dont :
- Moreno
- Orijuán
- Quiamare
- San Mateo